# 希望が丘公園
希望が丘公園は、茨城県小美玉市が運営する運動公園。野球場・サッカー場として使用できる2面のスタジアムからなる多目的広場（Aコート・Bコート）、さらにもう1面の野球場（Cコート）のほか、テニスコート、プール、弓道場。スポーツ少年広場を備える。多目的広場、野球場には、それぞれサッカーの公式戦が行える天然芝が敷設されている（スポーツ少年広場は少年サッカー専用）。

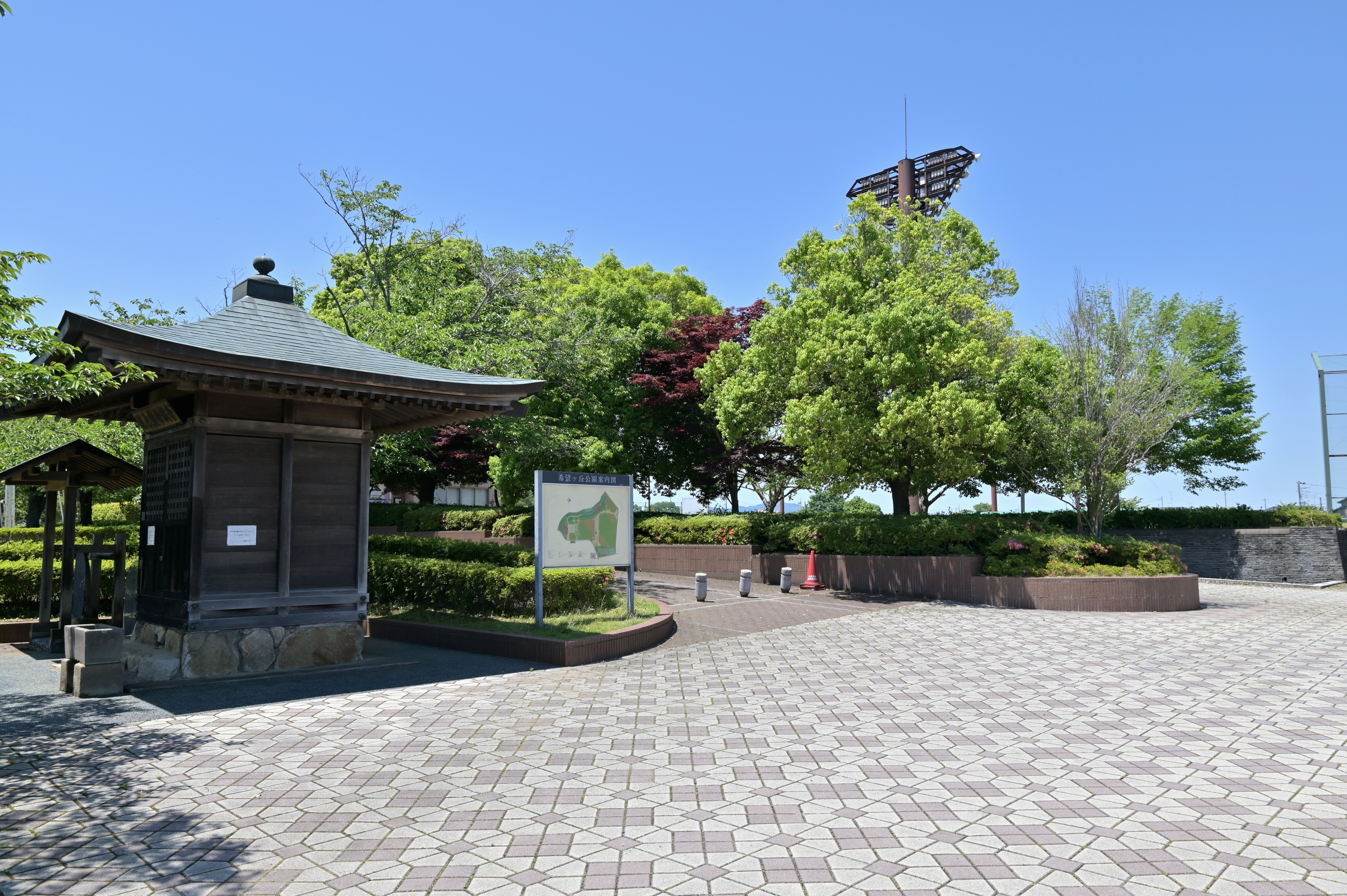
希望が丘公園の入口（2022年5月撮影）

## 多目的広場

### Aコート
硬式野球では使用できない。サッカーでの使用も、原則的にはできないが、全日本少年サッカー大会の茨城県予選などでは、会場として使われている。その際は、外野部分の天然芝を利用して試合を行っている。公園内の多目的広場Bコートは、対角線上にバックネットが設置されていて、それぞれのスタジアムに明確な区切りはなく、2つのスタジアムを囲む形でスタンドが設置されている。公園内にはその他、野球場や、天然芝の少年サッカー専用施設であるスポーツ少年広場（スタンドなし）などがある。

#### 開催実績
2008年には第32回全日本少年サッカー大会の茨城県予選が行われている。

#### 施設
サッカー会場として使用される際は、主にライト側の天然芝部分を使用して行われる。そのため、バックネット裏や、三塁側スタンドからは、サッカーは見難い。また、Bコートとの兼ね合いから、レフトスタンドは存在しない。野球用の得点板が設置されている。

### Bコート
主に軟式野球に使われる。サッカーにおいても使用されることがあり、全日本少年サッカー大会の県予選などが行われているが、硬式野球には使用できない。

#### 開催実績
2008年には、第32回全日本少年サッカー大会の茨城県予選の会場としてメインスタジアムと共に使用された。なお、これまでにJ1の開催実績はない。

#### 施設
サッカーも開催可能ではあるが、ライト側の天然芝を使用して行われるため、ライトスタンド以外からの観戦環境は良好とは言えない。また、多目的広場とフィールドが共用されている関係で、レフトスタンドはない。

## 野球場（Cコート）
公園内には、他に多目的広場と多目的広場Bコートの2つの野球場があるため、それらと区別するためにC面（Cコート）と呼ばれることもある。他の2つのスタジアムと同様に、このスタジアムも野球場としての使用は軟式野球に限定されており、また、外野部分を使ってサッカーも行える。

### 施設
サッカーにも使用できるが、扇形の形状をした典型的な野球場。スタンドはバックネット裏のみで、サッカーを観戦する際には、非常にピッチが遠く見える。
- サッカー1面、軟式野球1面の使用が可能。
- 得点板（野球用）

## アクセス
電車
- 石岡駅（東日本旅客鉄道常磐線）より車で10分